# Mecklembourg-Poméranie-Occidentale
 (décembre 2023).
Si vous disposez d'ouvrages ou d'articles de référence ou si vous connaissez des sites web de qualité traitant du thème abordé ici, merci de compléter l'article en donnant les références utiles à sa vérifiabilité et en les liant à la section « Notes et références ».
Pour les articles homonymes, voir Poméranie (homonymie).
Pour la frégate, voir Mecklenburg-Vorpommern (F218).
Le Mecklembourg-Poméranie-Occidentale /mɛklɑ̃buʁ pɔmeʁani ɔksidɑ̃tal/ (en allemand : Mecklenburg-Vorpommern, /ˈmeːklənbʊʁk ˈfoːɐ̯pɔmɐn/  ou /ˌmeːklənbʊʁç ˈfoːɐ̯ˌpɔmɐn/ ) est un Land situé au nord-est de l'Allemagne, au centre de la région sud de la mer Baltique. Il est bordé au nord par la mer Baltique, à l'ouest par le Schleswig-Holstein et la Basse-Saxe, au sud par le Brandebourg et à l'est par la voïvodie de Poméranie occidentale de la Pologne. Le Mecklembourg-Poméranie-Occidentale est le Land allemand ayant la plus faible densité de population.
L'histoire du Mecklembourg-Poméranie-Occidentale en tant qu'entité politique commence en 1945 avec l'union du Land de Mecklembourg (les parties historiques du Land Mecklembourg-Schwerin et Mecklembourg-Strelitz) et de la partie de la Poméranie occidentale (sans Stettin) restée dans le giron allemand. Chacune des deux régions du Land avait auparavant connu une histoire largement indépendante pendant des siècles. À la suite d'une réforme administrative en RDA, le Land a été dissous en 1952 et divisé en trois districts (Rostock, Schwerin, Neubrandenburg). Le Land de Mecklembourg-Poméranie occidentale a été refondé en 1990 avec un nouveau découpage territorial et est devenu un Land de la République fédérale d'Allemagne avec la réunification.
Le Land, qui compte 1,6 million d'habitants (2022), est divisé en six districts et deux villes sans district. Sa capitale est Schwerin. La seule grande ville parmi les 84 villes du Land est la Regiopole Rostock, qui compte plus de 200.000 habitants. Les autres centres sont Schwerin, Neubrandenbourg, Greifswald, Stralsund, Wismar, Güstrow, Waren (Müritz), Pasewalk et Neustrelitz. Les régions métropolitaines de Hambourg et de Berlin ont un impact sur le pays, tout comme Szczecin et son agglomération transfrontalière. Loin des grandes villes, le Mecklembourg-Poméranie-Occidentale est marqué par la ruralité, notamment par les villes rurales et les villages de campagne qui se sont développés au fil du temps, ainsi que par les paysages culturels qui les entourent.
Après la phase de transition des années 1990, l'économie du Mecklembourg-Poméranie-Occidentale a pu se restructurer, le nombre d'emplois s'est rapproché de la moyenne nationale et la puissance économique est en croissance. La structure se caractérise par de nombreuses petites et moyennes entreprises et quelques grandes entreprises. Les principales industries de transformation sont l'économie maritime, la construction mécanique, les sous-traitants automobiles, les techniques énergétiques et l'industrie de consommation et alimentaire. Les secteurs de croissance sont surtout les domaines de la technologie de pointe, notamment la biotechnologie, la technique médicale, l'aérospatiale et la technique d'information. Le tourisme dans le Mecklembourg-Poméranie-Occidentale, les services, l'agriculture et l'économie de la santé contribuent également de manière significative à la performance économique.
Les deux universités du Land, Greifswald et Rostock, ont été fondées dès le Moyen Âge et comptent parmi les plus anciennes universités du monde. Celles-ci, ainsi que les autres sites scientifiques et universitaires tels que Neubrandenburg, Wismar et Stralsund, attirent les créateurs d'entreprise et les start-up ainsi que les entreprises technologiques établies. Les écoles spécialisées et professionnelles sont également importantes en tant que lieux de formation. En termes d'infrastructures, ce sont surtout les aéroports de Rostock-Laage et de Heringsdorf (Usedom), les autoroutes A 19, A 20 et A 24, les routes nationales, les voies ferrées avec leurs gares, les voies navigables ainsi que les ports maritimes de Rostock, Wismar et Sassnitz qui revêtent une importance suprarégionale.

## Géographie

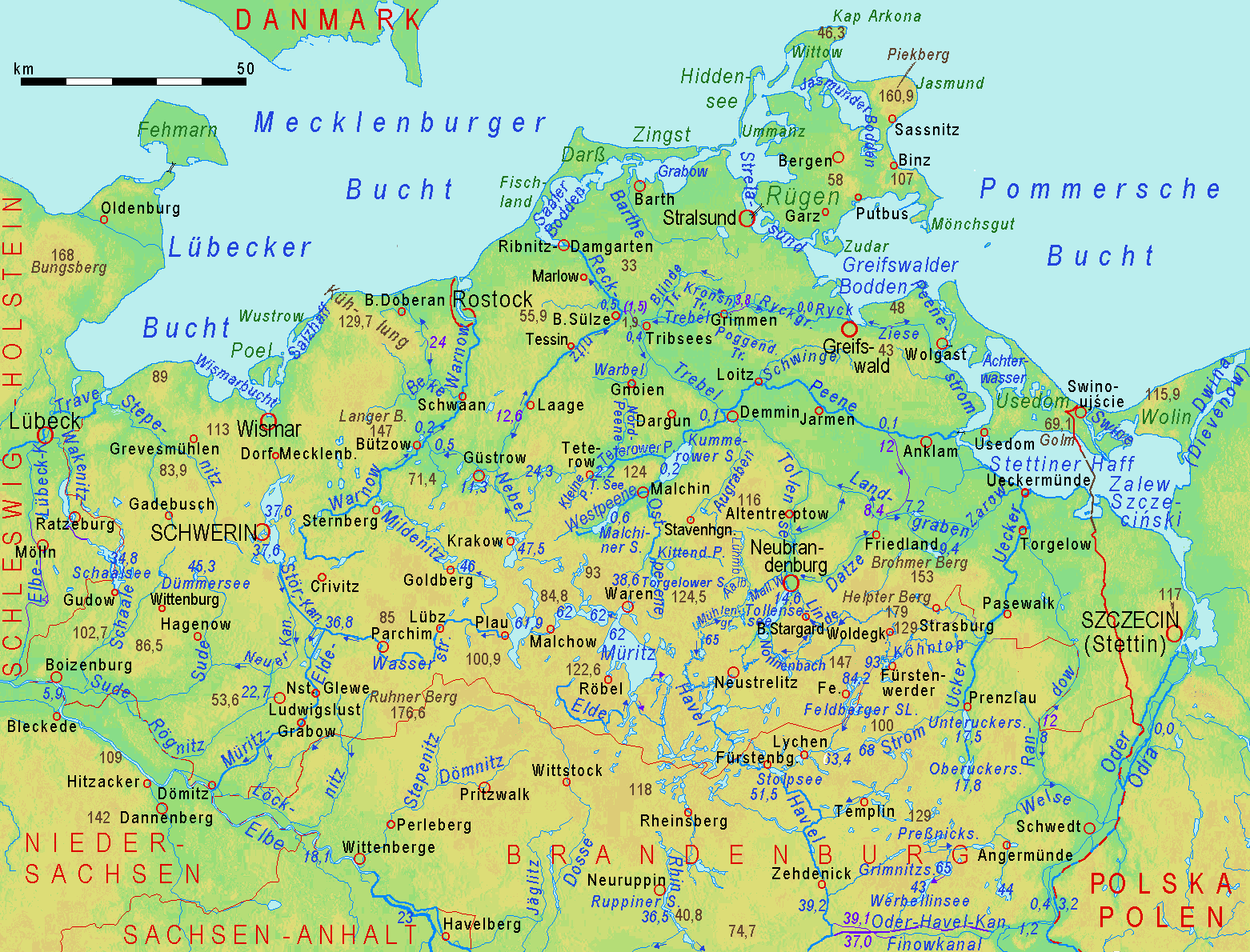
La topographie du Mecklembourg-Poméranie-Occidentale.

Géographiquement, le Mecklembourg-Poméranie-Occidentale fait partie du nord de l'Allemagne. Le Land de Mecklembourg-Poméranie-Occidentale comprend le territoire du Mecklembourg, qui représente environ deux tiers de la superficie du Land, ainsi que les parties de l'ancienne province prussienne de Poméranie restées en Allemagne après 1945 (à l'exception de la Poméranie occidentale, Amt Gartz (Oder)), de petites parties de la Prignitz et de la pointe nord de l'Uckermark (anciennement brandebourgeois). Jusqu'en 1950, le Fürstenberger Werder faisait également partie du territoire du Land.
La côte de la mer Baltique est partagé par la baie du Mecklembourg à l'ouest (qui comprend la baie de Lübeck, la baie de Wismar et l'île de Poel) et la baie de Poméranie à l'est (qui comprend la lagune de Szczecin et l'île de Usedom). Entre les deux se situent la péninsule de Fischland-Darß-Zingst et l'île de Rügen.
À l'intérieur des terres, une région touristique notable est la région des lacs mecklembourgeois (dont le plus grand d'entre eux, le lac Müritz).

## Histoire
Le Land de « Mecklembourg » est créé en 1945 par les autorités soviétiques d'occupation en réunissant le Mecklembourg, les restes de la province de Poméranie et une partie de la province de Hanovre. Il disparaît dès 1952 avec la réforme territoriale menée par la République démocratique allemande (RDA) qui substitue les länder pour les districts (bezirken). Il est ainsi remplacé par les districts de Neubrandenbourg, de Schwerin et de Rostock. C'est, à l'époque de la RDA, un lieu très prisé des vacanciers d'Allemagne de l'Est
Le territoire est reconstitué le 3 octobre 1990, jour de la réunification allemande, et reçoit son nom actuel. Sa Constitution est adoptée par référendum le 12 juin 1994.

## Politique et administration

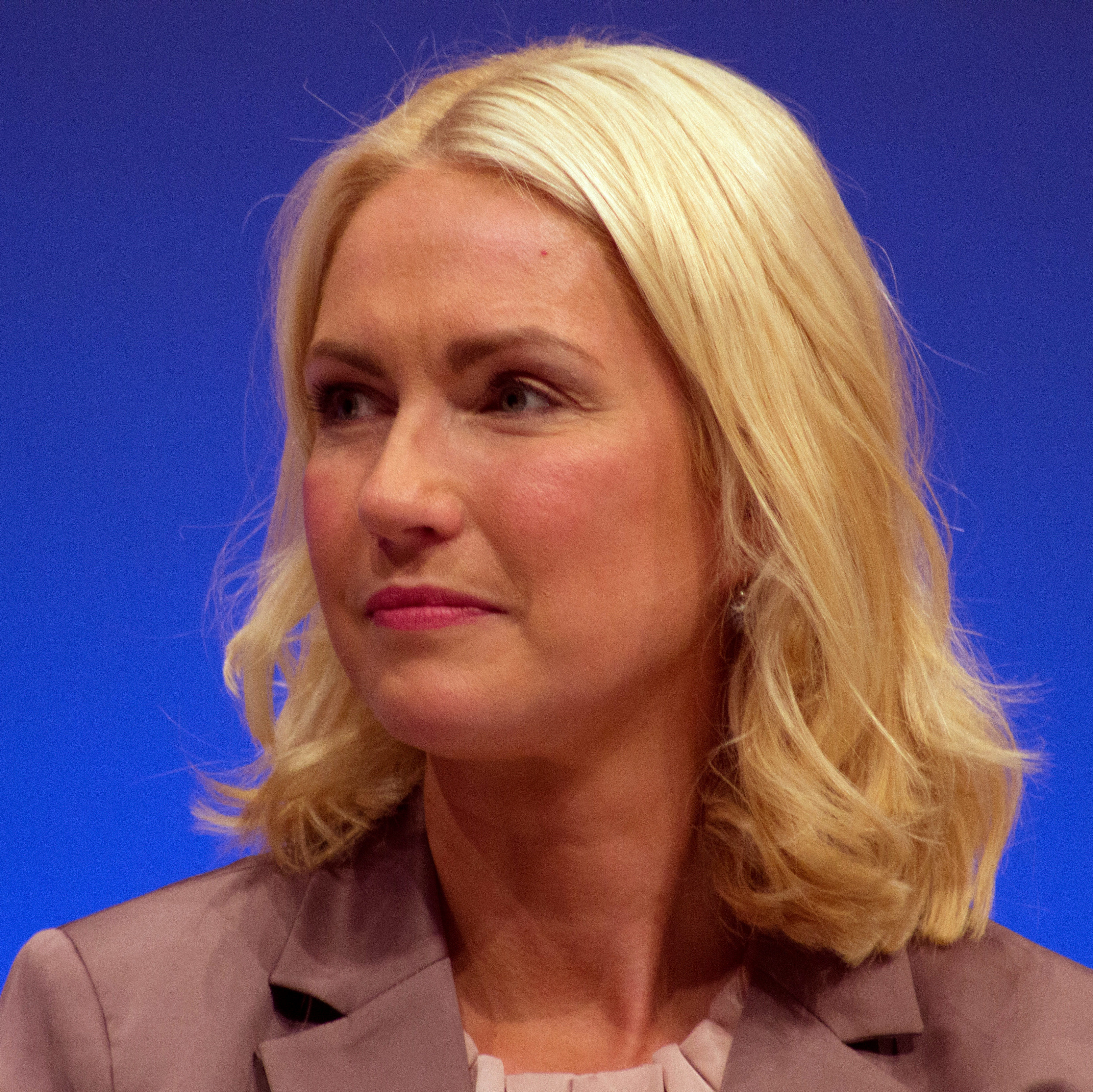
La ministre-présidente Manuela Schwesig.

Le Mecklembourg-Poméranie-Occidentale est un État fédéré (en allemand : Land) de la République fédérale d'Allemagne. Il fonctionne sur la base d'un régime parlementaire démocratique pluraliste.
Le pouvoir exécutif est exercé par le gouvernement (en allemand : Landesregierung) dont la direction revient au ministre-président (en allemand : Ministerpräsident). La ministre-présidente du Land est la sociale-démocrate Manuela Schwesig depuis le 4 juillet 2017, qui dirige un cabinet de grande coalition.
Les dernières élections au Landtag de Mecklembourg-Poméranie occidentale ont eu lieu le 26 septembre 2021. Depuis lors, le Landtag est composé des groupes parlementaires (classés par ordre de taille) des partis suivants : SPD, AfD, CDU, Die Linke, Bündnis 90/Die Grünen et FDP. Auparavant, depuis 1990, le NPD avait été représenté au Landtag pendant deux législatures.

## Économie

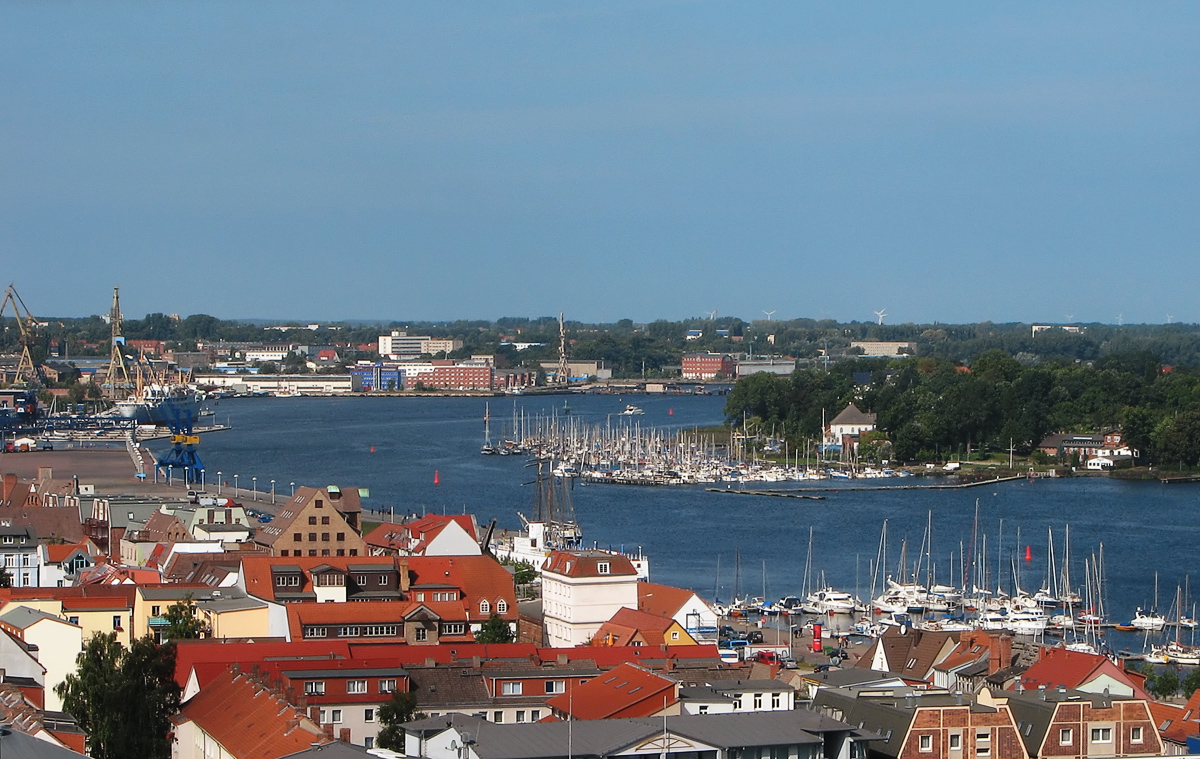
Rostock, le port.

Ce Land est le moins industrialisé du pays et garde le taux de chômage le plus élevé d'Allemagne (12,7 % en septembre 2008).

### Croissance
Il était la région d’Allemagne de l'Est la plus pauvre avant la réunification. Actuellement le PIB s’élève à 36,9 milliards d’euros (soit une progression de 20 % par rapport à 2003 où il était de 29,7 milliards d’euros). En 2007, 2009 et 2012 il a réalisé la plus grande progression du PIB d’Allemagne (1,9 % en 2012). En 2014, il représente 1,3 % du PIB fédéral. En outre le taux de chômage a considérablement diminué à 10,7 % (20,7 % en 2003) et a basculé pour la première fois depuis la réunification en dessous des 12 % en octobre 2009. L'évolution de la répartition du PIB du Land montre que — comme dans les autres nouveaux Bundesländer (NBL) — la part des activités de service a augmenté.

### Reconversion industrielle
La région, qui jouit désormais d’une infrastructure routière entièrement remise à neuf, offre au secteur du tourisme de nombreux atouts (troisième grand domaine de l'emploi avec 12 % de la population active). Les autorités tiennent aujourd’hui un discours volontariste de Land high-tech, insistant sur le dynamisme des biotechnologies (notamment à travers des initiatives telles que BioCon-Valley) afin d'attirer de grands investisseurs internationaux, et faire enfin oublier ce concept de Land spécialisé dans les chantiers navals (la part du PIB concernant les chantiers navals n’est plus que de 4,3 %, mais concerne 28 000 emplois dans sa globalité) et l'industrie agro-alimentaire. Néanmoins les secteurs ayant subi le plus grand taux de croissance de leurs ventes en 2011 sont la production de denrées alimentaires et aliments pour animaux (+ 8,2 %), la fabrication de véhicules automobiles et de pièces de véhicules automobiles (+ 44 %), le génie mécanique (+ 14 %) et la fabrication de produits chimiques (+ 21 %).

### Recherche et enseignement supérieur
Le Land de Mecklembourg - Poméranie occidentale dispose de deux universités (Rostock et Greifswald), trois écoles supérieures spécialisées (Fachhochschulen) à Wismar, Stralsund et Neubrandenburg, et une école supérieure de musique et de théâtre. Ensemble ils ont une capacité d’accueil de près de 30 000 étudiants ainsi que de nombreux centres de recherche des sociétés scientifiques (Max-Planck-Gesellschaft, Fraunhofer-Gesellschaft et Leibnitzgemeinschaft). Le budget global alloué à la recherche en Mecklembourg - Poméranie Occidentale s'élevait, en 2010, à 688 millions d'euros (contre 384 millions d'euros en 2001), ce qui représente 1,75 % du PIB du Land.

## Subdivisions
Le Mecklembourg-Poméranie-Occidentale est depuis la réforme du 4 septembre 2011 divisé en six arrondissements (Landkreise en allemand) et deux villes-arrondissements :

Carte des arrondissements et villes-arrondissements de Mecklembourg-Poméranie-Occidentale.

Les six arrondissements (Landkreise) du Mecklembourg-Poméranie-Occidentale :
- arrondissement de Ludwigslust-Parchim ;
- arrondissement du Mecklembourg-du-Nord-Ouest ;
- arrondissement du Plateau des lacs mecklembourgeois ;
- arrondissement de Poméranie-Occidentale-Greifswald ;
- arrondissement de Poméranie-Occidentale-Rügen ;
- arrondissement de Rostock.

Les deux villes-arrondissements (kreisfreie Städte) du Mecklembourg-Poméranie-Occidentale :
- Rostock ;
- Schwerin.

En décembre 2003, une deuxième réforme administrative a débuté pour se terminer au plus tard en 2011, qui réorganise ce Land en six arrondissements. En plus des gains en superficie, ces derniers gagnent aussi en responsabilités dont le gouvernement central se décharge. Les limites des nouveaux arrondissements ont été finalisées le 4 septembre 2011.

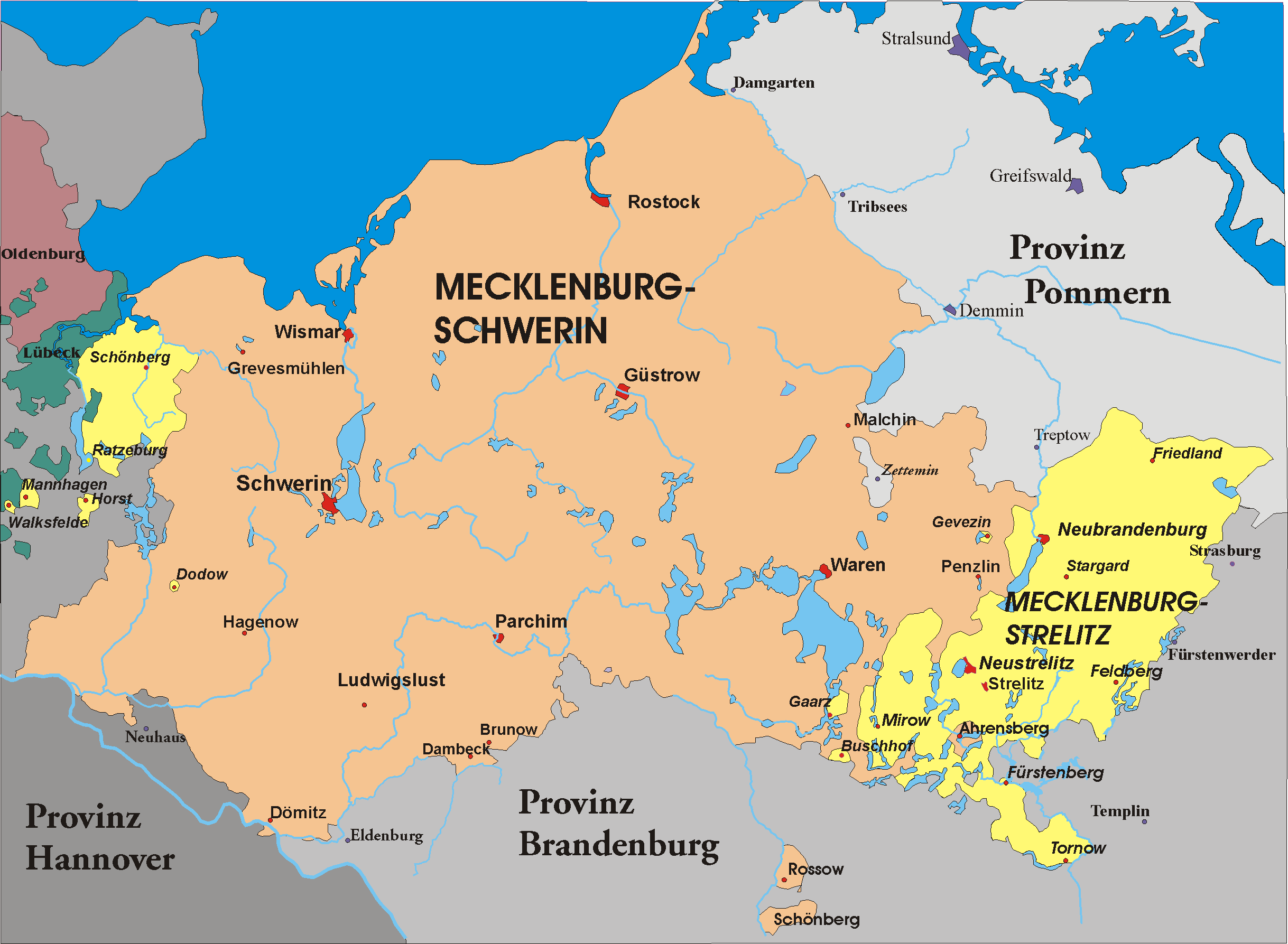
Carte du Mecklembourg 1815-1934.
Drapeau de Mecklembourg.
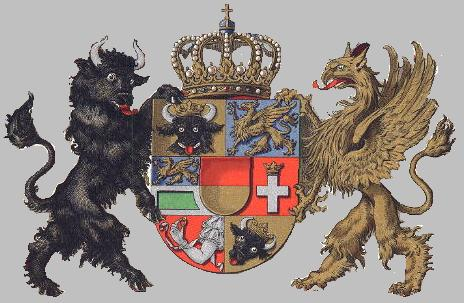
Armoiries du Mecklembourg.
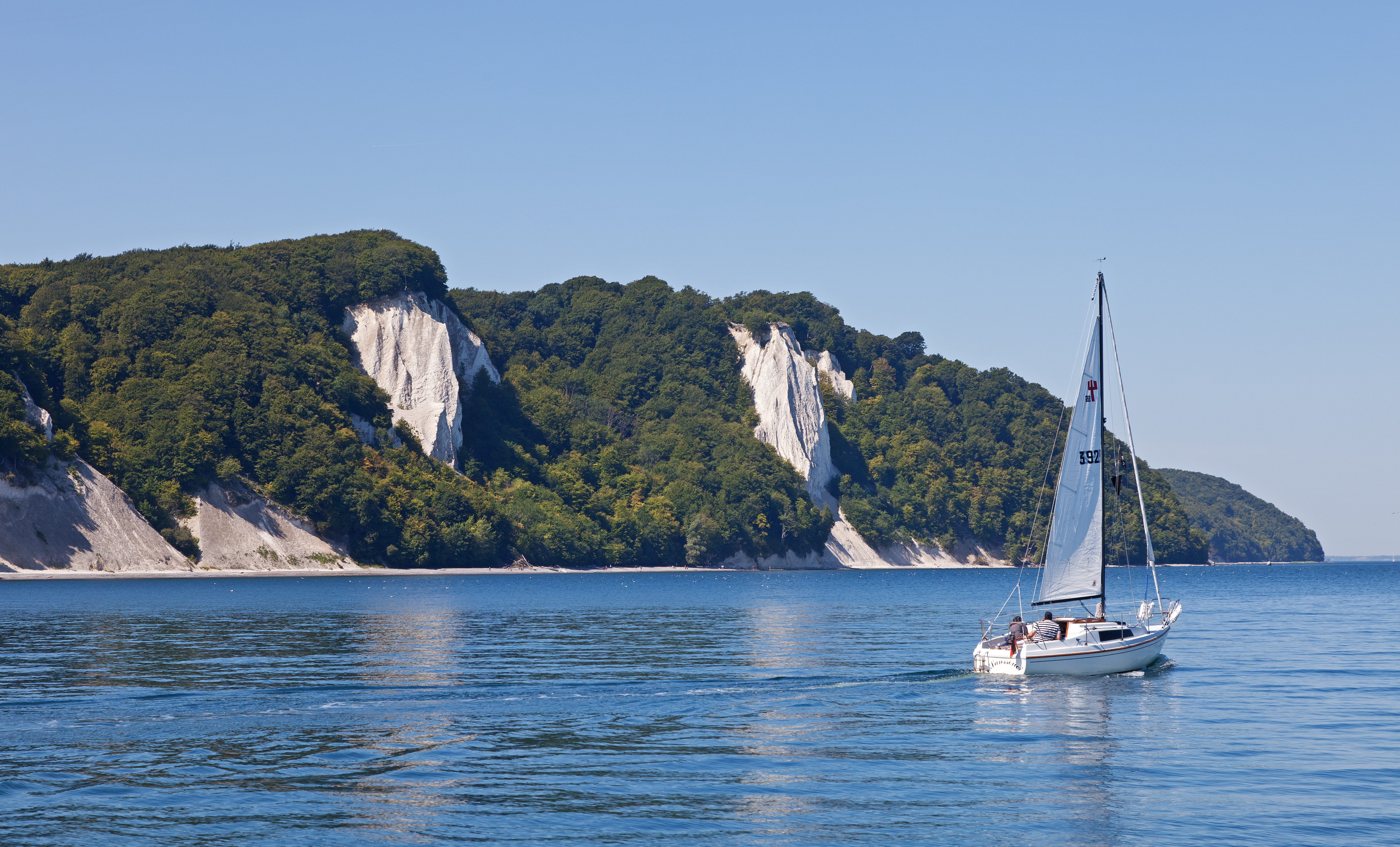
La côte sur l'île de Rügen.
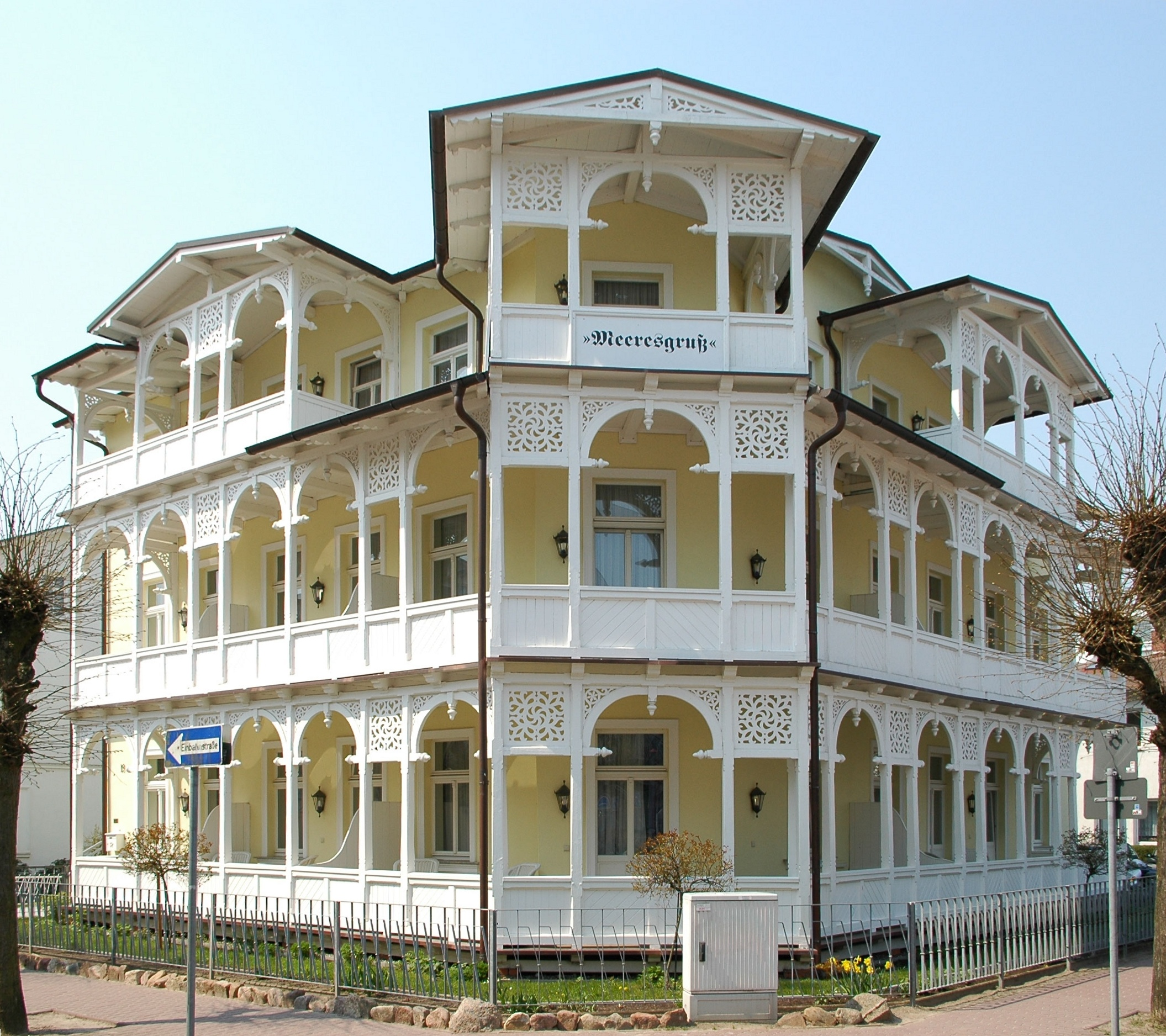
Bäderarchitektur (stations balnéaires).